# Cranto
Cranto (en grec antic Κραντώ) va ser segons la mitologia grega, una de les cinquanta Nereides, filla de Nereu, un déu marí fill de Pontos, i de Doris, una nimfa filla d'Oceà i de Tetis. Tenia un únic germà, Nèrites.
Només en fa menció Apol·lodor, a la llista que dona de les nereides.